# Stråtjärn och Gunnarsbo
Stråtjärn och Gunnarsbo var en av SCB avgränsad och namnsatt småort i Falu kommun, Dalarnas län. Den omfattade bebyggelse i byarna Stråtjärn och Gunnarsbo i Aspeboda socken, belägna vid Aspån omkring en kilometer norr om Aspeboda kyrka. Småorten uppgick 2015 i tätorten Aspeboda.
Stråtjärn och Gunnarsbo genomkorsas av den på 1960-talet upprivna Falun–Västerdalarnes Järnväg. Banvallen används nu som gångväg. Här finns också det gamla stationshuset för Aspeboda Station.